# Paul Kanstein
Paul Ernst Kanstein (* 31. Mai 1899 in Schwarzenau (Kr. Wittgenstein); † 7. September 1981 in St. Wolfgang) war ein deutscher Jurist, Chef der Staapoleitstelle, Inspekteur der Sicherheitspolizei und des SD (IdS), weiter SS-Führer, zuletzt als SS-Brigadeführer im Zweiten Weltkrieg.

## Frühe Jahre
Paul Kanstein war Sohn des evangelischen Pfarrers Heinrich Kanstein. Er besuchte die Grundschule und das Gymnasium. In den letzten Jahren des Ersten Weltkriegs wurde er im Frontbereich eingesetzt. Nach dem Krieg studierte er Jura. Während der Referendarzeit war er ab 1925 im Verwaltungsdienst tätig und dabei auch als Regierungsreferendar in Schneidemühl eingesetzt. Im Sommer 1927 schloss er das Studium ab und wurde als Kommunaldezernent bei der Regierung in Königsberg tätig. Seit Dezember 1929 war er mit Karin, geborene Jordan, verheiratet. Aus der Ehe gingen vier Söhne hervor: Klaus (* 1933), Peter (* 1935), Dieter (* 1941) und Bernhard (* 1944).

## Jahre der Machtfestigung des NS-Regimes
Kanstein trat nach der Machtergreifung der Nationalsozialisten zum 1. Mai 1933 der NSDAP (Mitgliedsnummer 2.306.733) und im Juli 1933 auch der SS bei (SS-Nummer 189.786). Kurz darauf wechselte er zur Staatspolizeistelle Königsberg und ab Dezember 1934 zur Staatspolizeistelle Osnabrück. Ab Juni 1935 übernahm Kanstein die Leitung der Staatspolizeistelle Hannover. Von 1936 an, war er in leitender Position beim SD-Hauptamt gelistet. In relativ kurzer Zeit rückte er vom SS-Unterführer bis zum SS-Hauptsturmführer (April 1938) auf. Vermutlich war Kanstein zur personellen Unterwanderung der polizeilichen Strukturen durch Führungskräfte des SD beauftragt. So führte er ab Oktober 1937 die Staatspolizeileitstelle Berlin und wurde gleichzeitig Inspekteur der Sicherheitspolizei und des SD (IdS). In dieser Position unterstand er ausschließlich dem Polizeipräsidenten. Seine Aufgabe als Inspekteur war es, nach dem Plan von Heinrich Himmler die Zusammenführung von Kriminalpolizei und Gestapo sowie die systematische Unterwanderung polizeilicher Struktur durch den SD zu organisieren. Deshalb wurde Kanstein dort ab August 1939 automatisch als Vertreter des Polizeipräsidenten von Berlin geführt. 1939 wurde er zum SS-Oberführer ernannt. Sein Amt als IdS übernahm im Frühjahr 1940 der bisherige Leiter des SD-Oberabschnitts Erich Naumann.

## Zweiter Weltkrieg
Nach der deutschen Besetzung Dänemarks war Kanstein vom 12. April 1940 bis zum 28. August 1943 „Beauftragter des Auswärtigen Amts für Fragen der Inneren Verwaltung in Dänemark“, so die offizielle Bezeichnung seines neuen Amtes. Er leitete im Stab der deutschen Besatzungsmacht unter dem Reichsbevollmächtigten Cécil von Renthe-Fink die Hauptabteilung II, der alle nach Dänemark entsandten Kräfte der Sicherheitspolizei und des SD, später auch die in Dänemark eingerichteten Straflager unterstanden. Als sein Stellvertreter kam im Mai 1940 Oberregierungsrat Friedrich Stalmann (1902–1980), ebenfalls führendes Mitglied des Sicherheitsdienstes der NSDAP, nach Kopenhagen. Kanstein war eine Sondergruppe von 200 Kräften der Sicherheitspolizei, der Gestapo und des Sicherheitsdienstes der NSDAP zugeordnet, die am 29. April in Dänemark eintraf. Für die Sicherstellung der Personalauswahl, Vorbereitung und Einsatz dieses Sicherheitspersonals hatte Heinrich Himmler mit Befehl vom April 1940 den Höheren SS- und Polizeiführer (HSSPF) Nordwest, SS-Gruppenführer Hans-Adolf Prützmann ernannt. Zu Tarnungszwecken hatte Kanstein laut offizieller Vorgabe des Reichsaußenministers Joachim von Ribbentrop „die Tätigkeit der Behörden der inneren Verwaltung in Dänemark einschließlich der Polizei und der kommunalen Verwaltungen zu überwachen und besonders darauf zu achten, daß bei allen Maßnahmen der dänischen Behörden die Sicherheit der Besatzungskräfte gewährleistet bleibt“. Das eigentliche Hauptziel bestand jedoch in der Erweiterung der eigenen nachrichtendienstlichen Basis auf dänischem Territorium sowie die vor der dänischen Öffentlichkeit verborgen gehaltenen Schritte der Aufrichtung eines NS-Besatzerregimes. Bereits unter den ersten nach Dänemark versetzten Kräften befanden sich Juristen, Kriminalisten und SD-Personal, das in den deutschen Konsulaten in Odense, Aarhus und Aalborg unter Abdeckung eines diplomatischen Status geheimdienstlichen und fahndungstechnischen Tätigkeiten nachging. Ab Februar 1941 wurde er in den NS-internen Dokumentation als Beauftragter des Reichsführers der SS geführt. Das Netz der unter Kanstein eingesetzten Gestapobeamten, Sicherheitspolizisten und Offiziere des Sicherheitsdienstes vergrößerte sich bis 1942 auf über dreihundert Personen, die speziell geschult und für diese Positionen ausgewählt wurden.
Im September 1943, kurz vor der Rettung der dänischen Juden, versuchten Kanstein und der neue Chef der Sicherheitspolizei in Dänemark SS-Obersturmbannführer Rudolf Mildner, zuvor Chef der Staatspolizeileitstelle Kattowitz und Vorsitzender des „Polizei- und Standgerichts“ der Gestapo im Block 11 des Stammlagers des KZ Auschwitz, die anlaufende Deportation der dänischen Juden zu verhindern. Sie waren nicht grundsätzlich gegen Judendeportationen, sahen jedoch den Kampf gegen die dänische Widerstandsbewegung dadurch beeinträchtigt. Wie auch ihr Vorgesetzter, der Reichsbevollmächtigte in Dänemark Werner Best, waren sie zudem der Auffassung, dass die „Aktion“ praktisch undurchführbar sei, da die jüdische Bevölkerung bereits alarmiert sei und die dänische Polizei mangels Kooperationsbereitschaft als unverzichtbarer Helfer ausfalle.
Paul Kanstein, der im Juni 1942 zum SS-Brigadeführer befördert worden war, wurde mit nahendem Ende seines Einsatzes in Dänemark zum Regierungspräsidenten in Hannover berufen. Dieses Amt hat er jedoch nie angetreten, da er sich bis Oktober 1943 in Dänemark als Leiter der Hauptabteilung II beim Stab des Reichsbeauftragten vor Ort befand. Er verabschiedete sich in Form einer kleinen Gesellschaft am 19. Oktober in Kopenhagen. Als sein Nachfolger wurde Walter Haensch eingesetzt. Sein Stellvertreter Stalmann verblieb noch bis Herbst 1944 in seinem Aufgabenbereich.
Im November 1943 traf Kanstein beim Bevollmächtigten des Großdeutschen Reiches bei der faschistischen Nationalregierung in Italien ein. Diesen neuen Aufgabenbereich im Bereich des Chef der Militärverwaltung in Fasane übte er ab Januar 1944 noch in stellvertretender Funktion zunächst unter Friedrich Landfried und später unter Otto Wächter bis Kriegsende aus.

### Opposition zum NS-Regime
Kanstein unterhielt ab Herbst 1938 relativ lockeren Kontakt zum Umfeld des oppositionellen Zirkels um Franz Halder, Erwin von Witzleben, Wolf-Heinrich von Helldorff und Fritz-Dietlof Graf von der Schulenburg., ohne jedoch einen Staatsstreich aktiv anzustreben. Kanstein knüpfte für den ihm gut bekannten Georg Ferdinand Duckwitz 1942 den Kontakt zur deutschen Opposition über seinen Freund Schulenburg und betrieb die Ablösung des Reichsbevollmächtigten in Dänemark Cecil von Renthe-Fink, der schließlich durch Werner Best ersetzt wurde. Auch zu den Verschwörern des 20. Juli 1944 hatte Kanstein Kontakt, die ihm im Fall eines gelungenen Staatsstreiches die Leitung einer neuen Sicherheitspolizei übertragen wollten. Nach dem Scheitern des Attentats auf Hitler wurde Kanstein bei seiner Einreise ins Deutsche Reich am 6. August 1944 aufgefordert, sich umgehend in Berlin einzufinden. Bei seinem Eintreffen im Reichssicherheitshauptamt (RSHA) wurde er zuerst durch Polizeichef Heinrich Müller zur Sache befragt. Dabei wurde ihm vorgehalten, im Organigramm der „Umstürzler“ als zukünftiger Reichspolizeichef aufgeführt zu sein. Einen Tag später schaltete sich auch der Chef des RSHA, Ernst Kaltenbrunner in die Befragung ein. Nach Abgabe einer Erklärung wurde Kanstein, nach Entscheidung von Heinrich Himmler, ohne weitere Auflagen wieder in Freiheit gesetzt. Damit war er der einzige unter Verdacht geratene SS-Führer, der nachgewiesenermaßen in Kontakt mit den Organisatoren des Putschversuches stand, aber nicht zur Verantwortung gezogen wurde. Da sich außerdem auch Wilhelm Stuckart für Kansteins Freilassung einsetzte, konnte er anschließend auf seinen Posten nach Italien zurückkehren.

## Nachkriegszeit
Nach Kriegsende befand sich Kanstein mehrere Jahre in alliierter Internierung und wurde nach einem Spruchkammerverfahren mit Schlussbericht von 1949 entnazifiziert. Danach lebte er wieder in seiner Heimatstadt Schwarzenau.

Kanstein war 1947 Autor eines Berichts über Werner Best, in dem er diesen charakterisierte.